# 373. (kroatische) Infanterie-Division

Abzeichen der Einheit

Die 373. (Kroatische) Infanterie-Division war eine deutsche Infanteriedivision im Zweiten Weltkrieg. Die Division wurde am  6. Januar 1943 auf dem Truppenübungsplatz Döllersheim aus kroatischen Freiwilligen und deutschem Rahmenpersonal (Offiziere, Unteroffiziere) aufgestellt. Die Division kämpfte in Jugoslawien. Die Reste der Einheit gerieten im April 1945 in Raka bei Sisak in jugoslawische Kriegsgefangenschaft.